# Upper Hardres
Upper Hardres är en ort och civil parish i grevskapet Kent i sydöstra England. Orten ligger i distriktet Canterbury, cirka 7 kilometer söder om Canterbury. Civil parishen hade 380 invånare vid folkräkningen år 2021.
I civil parishen ligger även orten Bossingham.